# Sybra mausoni
Sybra mausoni är en skalbaggsart som beskrevs av Stefan von Breuning 1969. Sybra mausoni ingår i släktet Sybra och familjen långhorningar. Inga underarter finns listade i Catalogue of Life.